# 4 de janeiro
4 de janeiro é o 4.º dia do ano no calendário gregoriano. Faltam 361 dias para acabar o ano (362 em anos bissextos).

## Eventos históricos

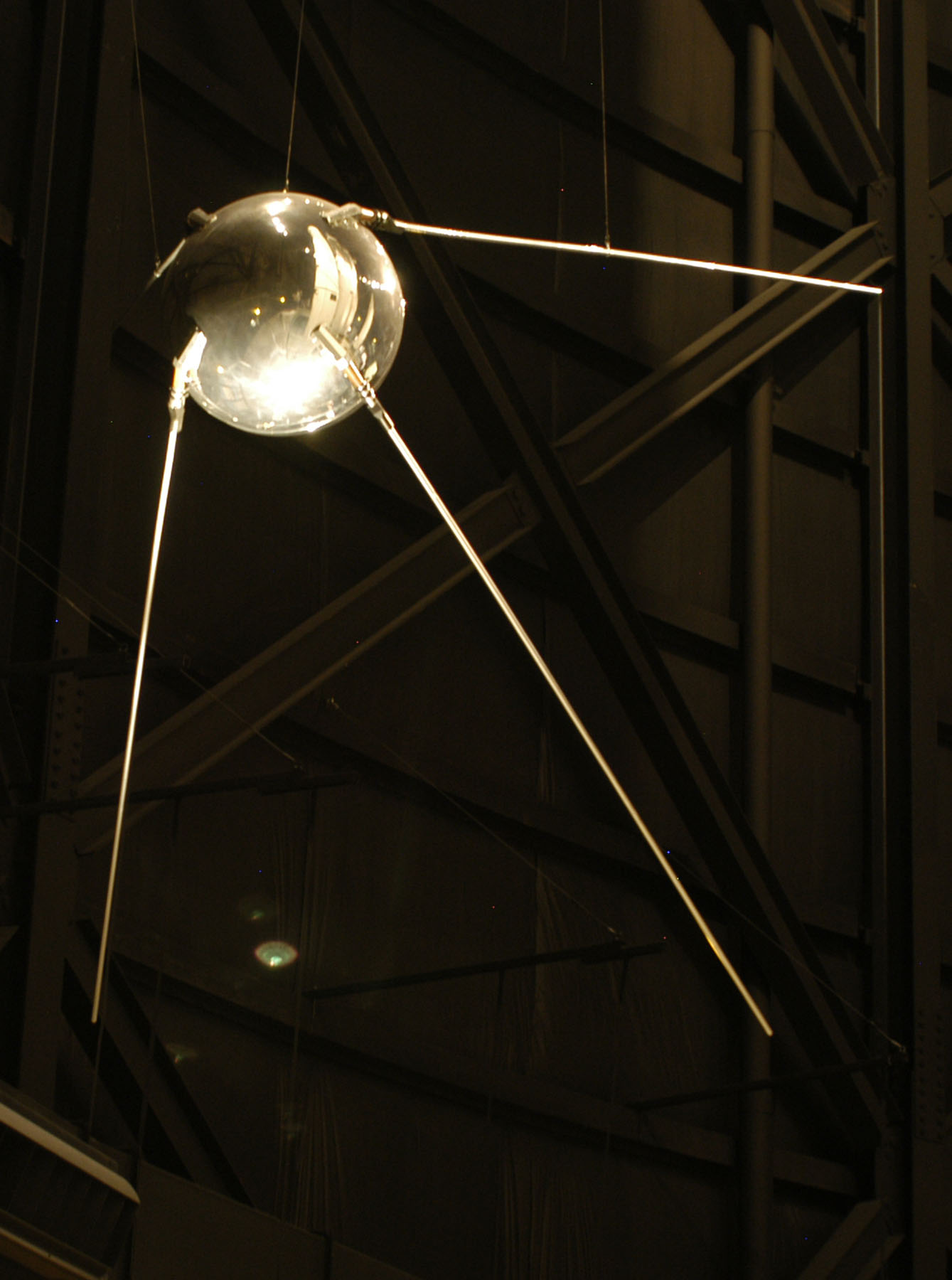
1958: Réplica do Sputnik 1

### Anteriores ao século XIX
- 46 a.C. — Segunda Guerra Civil da República Romana: O ditador da República Romana, Júlio César, luta contra o legado ("General") Tito Labieno na Batalha de Ruspina.
- 1649 — Guerra Civil Inglesa: o Rump Parliament vota para colocar Carlos I em julgamento.[1]
- 1717 — República Holandesa, a França e o Império Britânico assinam a Tríplice Aliança.
- 1762 — Grã-Bretanha entra na Guerra dos Sete Anos contra a Espanha e Nápoles.

### Século XIX
- 1853 — Depois de sequestrado e vendido como escravo no sul dos Estados Unidos, Salomão Northup recupera sua liberdade; seu livro de memórias, Twelve Years a Slave, mais tarde se torna um sucesso de vendas nacional.
- 1854 — As Ilhas McDonald são descobertas pelo capitão William McDonald a bordo do Samarang.[2]
- 1863 — Fundação da Igreja Nova Apostólica, uma igreja cristã e quiliástica, em Hamburgo, Alemanha.
- 1865 — Bolsa de Valores de Nova Iorque inaugura sua primeira sede permanente perto da Wall Street, na cidade de Nova Iorque, Estados Unidos.
- 1875 — É fundado o jornal O Estado de S. Paulo.
- 1878 — Guerra russo-turca de 1877–1878: Sófia é libertada do domínio otomano e designada a capital da Bulgária libertada.
- 1884 — Fundação da Sociedade Fabiana em Londres, Inglaterra, Reino Unido.
- 1885 — Guerra Sino-Francesa: as tropas francesas comandadas pelo General Oscar de Négrier derrotam uma força chinesa numericamente superior em Núi Bop, no norte do Vietnã.

### Século XX
- 1903 — A elefanta de circo Topsy é eletrocutada em público na cidade de Nova Iorque, no que foi a primeira morte de um animal a ser filmada na história.
- 1909 — O explorador Eneias Mackintosh, da Expedição Transantártica Imperial, escapa da morte fugindo através de blocos de gelo.[3]
- 1912 — Incorporação por Carta Régia da The Scout Association em todo o Império Britânico.
- 1918 — Reconhecida pela Rússia, Suécia, Alemanha e França a Declaração de independência da Finlândia.
- 1948 — Birmânia (atual Myanmar) ganha sua independência do Reino Unido.
- 1958 — Sputnik 1, o primeiro satélite artificial da Terra, faz sua reentrada na atmosfera terrestre e é pulverizado pelo atrito.
- 1959 — Luna 1 torna-se a primeira nave espacial a chegar à proximidade da Lua.
- 1960 — Assinado o tratado que cria a Associação Europeia de Livre Comércio.
- 1989 — Incidente no Golfo de Sidra: dois F-14 Tomcats da Marinha dos Estados Unidos abatem dois MiG-23 "Floggers" líbios.
- 1990 — No acidente de trem mais mortal do Paquistão, um trem de passageiros sobrecarregado colide com um trem de carga vazio, resultando em 307 mortes e 700 feridos.[4]

### Século XXI
- 2004
  - Spirit, um astromóvel marciano da NASA, pousa com sucesso em Marte às 04h35 UTC.
  - Mikheil Saakashvili é eleito Presidente da Geórgia após a Revolução das Rosas de novembro de 2003.
- 2010 — Burj Khalifa, o edifício mais alto do mundo, é oficialmente inaugurado em Dubai, Emirados Árabes Unidos.
- 2018 — Acidente ferroviário de Hennenman–Kroonstad: um trem de passageiros operado pela Shosholoza Meyl colide com um caminhão em uma passagem de nível na Estação de Genebra entre Hennenman e Kroonstad, Estado Livre, África do Sul. Vinte pessoas morreram e 260 ficaram feridas.
- 2019
  - Grupo de Lima anuncia que seus países membros não reconhecerão o segundo mandato de Nicolás Maduro como Presidente da Venezuela.
  - O governo federal do Brasil envia Força Nacional ao estado do Ceará após série de atentados realizados por organizações criminosas.[5]

## Nascimentos

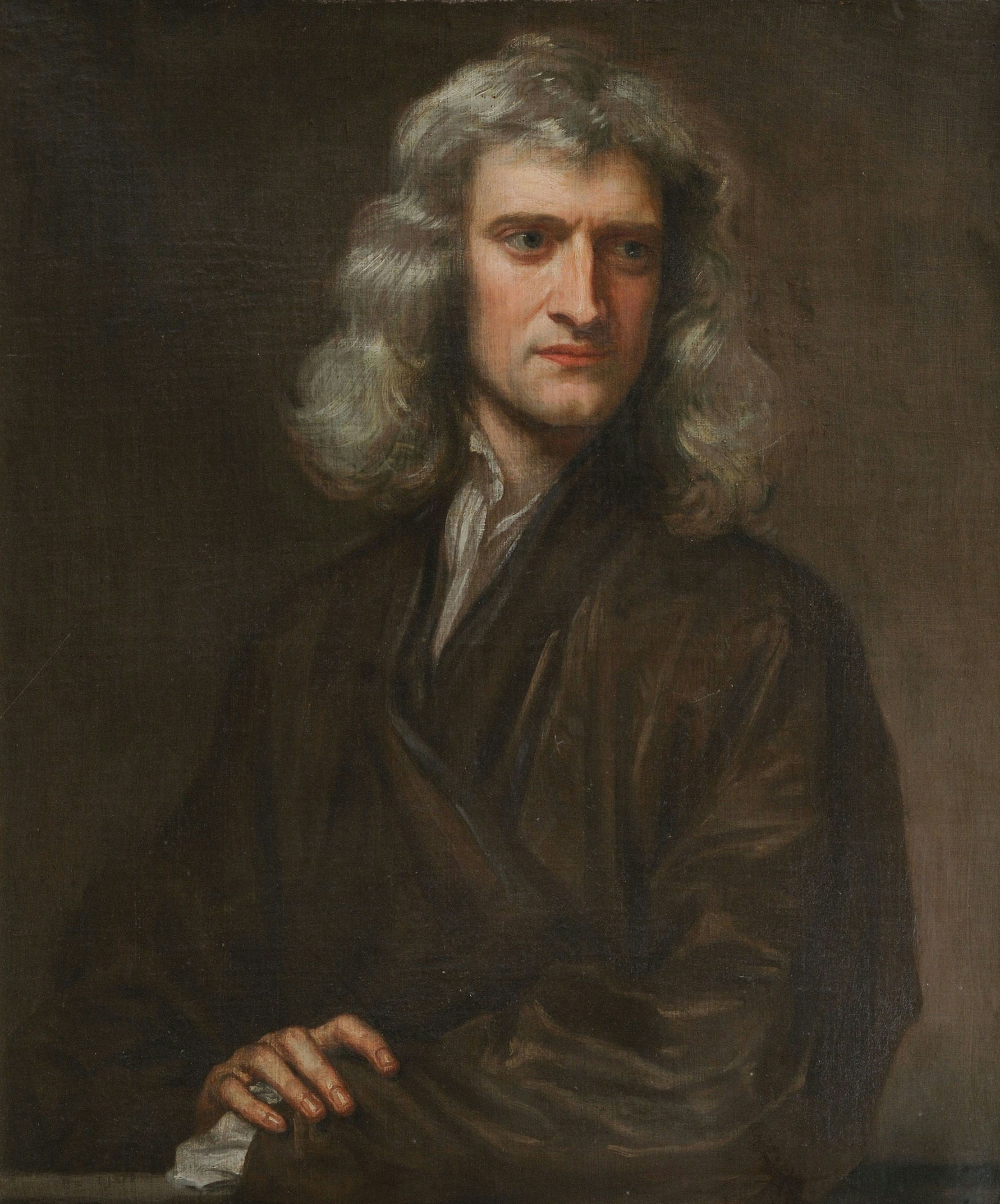
Isaac Newton

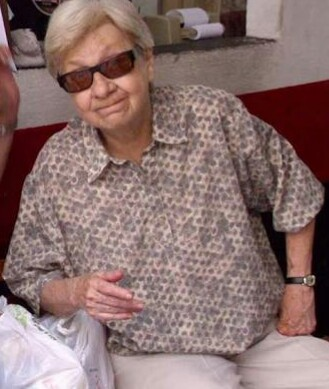
Zilda Cardoso

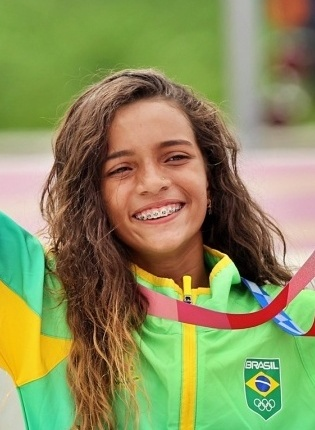
Rayssa Leal

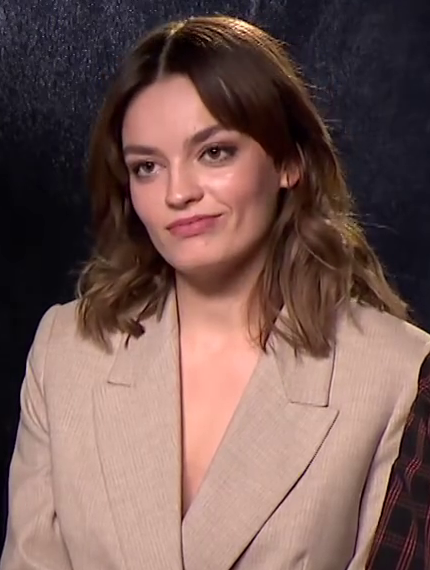
Emma Mackey

### Anteriores ao século XIX
- 1334 — Amadeu VI de Saboia, conde de Saboia (m. 1383).
- 1338 — Maomé V, sultão do Reino Nacérida de Granada  (m. 1391).
- 1567 — François d'Aguilon, matemático, físico e arquiteto belga (m. 1617).
- 1581 — James Ussher, arcebispo e historiador irlandês (m. 1656).
- 1643 — Isaac Newton, matemático e físico britânico (m. 1727).
- 1710 — Giovanni Battista Pergolesi, compositor, violinista e organista italiano (m. 1736).
- 1720 — Johann Friedrich Agricola, compositor, organista e pedagogo alemão (m. 1774).
- 1747 — Vivant Denon, arqueólogo e artista francês (m. 1825).
- 1785 — Jacob Grimm, filólogo e mitólogo alemão (m. 1863).

### Século XIX
- 1809 — Louis Braille, educador e inventor francês (m. 1852).
- 1813 — Isaac Pitman, linguista e educador britânico (m. 1897).
- 1829 — Tito Franco de Almeida, escritor e político brasileiro (m. 1899).
- 1839 — Casimiro de Abreu, poeta brasileiro (m. 1860).
- 1848 — Katsura Taro, general e político japonês (m. 1913).
- 1864 — George Albert Smith, cineasta britânico (m. 1959).
- 1871 — Rui Teles Palhinha, botânico e professor universitário português (m. 1957).
- 1874 — Josef Suk, violinista e compositor tcheco (m. 1935).
- 1877 — Marsden Hartley, pintor e poeta americano (m. 1943).
- 1878 — Augustus John, pintor e ilustrador britânico (m. 1961).
- 1881 — Wilhelm Lehmbruck, escultor alemão (m. 1919).
- 1883 — Max Eastman, escritor e poeta norte-americano (m. 1969).
- 1891 — Manuel Dias de Abreu, médico, cientista e inventor brasileiro (m. 1962).
- 1896 — Everett Dirksen, político norte-americano (m. 1969).
- 1900 — James Bond, ornitólogo estadunidense (m. 1989)

### Século XX

#### 1901–1950
- 1901 — C. L. R. James, jornalista e teórico trinitário (m. 1989).
- 1902 — John McCone, empresário e político norte-americano (m. 1991).
- 1905 — Tore Keller, futebolista sueco (m. 1988).
- 1907 — Willy Busch, futebolista alemão (m. 1982).
- 1909 — Cilly Aussem, tenista alemã(m. 1963).
- 1910 — Ljubiša Stefanović, futebolista e treinador de futebol sérvio (m 1978).
- 1913 — Malietoa Tanumafili II, governante samoano (m. 2007).
- 1914 — Jean-Pierre Vernant, historiador e antropólogo francês (m. 2007).
- 1916
  - Lionel Newman, pianista e compositor norte-americano (m. 1989).
  - Robert Parrish, ator e diretor norte-americano (m. 1995).
- 1919 — Eduardo Teixeira Coelho, desenhista português (m. 2005).
- 1920 — William Colby, oficial de inteligência norte-americano (m. 1996).
- 1923 — Wilfred Waters, ciclista britânico (m. 2006).
- 1927 — Barbara Rush, atriz norte-americana (m. 2024).
- 1929
  - Günter Schabowski, jornalista e político alemão (m. 2015).
  - René Gagnaux, médico e missionário suíço (m. 1990).
- 1930 — Don Shula, jogador e treinador de futebol americano estadunidense (m. 2020).
- 1931 — William Deane, juiz e político australiano.
- 1932 — Carlos Saura, diretor e roteirista espanhol (m. 2023).
- 1934
  - Elias Gleizer, ator brasileiro (m. 2015).
  - Hellmuth Karasek, jornalista, escritor e crítico literário alemão (m. 2015).
- 1935 — Floyd Patterson, boxeador norte-americano (m. 2006).
- 1936
  - Zilda Cardoso, atriz e humorista brasileira (m. 2019).
  - Albert Mokeyev, pentatleta russo (m. 1969).
- 1937
  - Grace Bumbry, soprano norte-americana (m.2023).
  - Dyan Cannon, atriz, diretora, produtora e roteirista norte-americana.
- 1938 — Dulcídio Wanderley Boschilia, árbitro de futebol, policial militar e advogado brasileiro (m. 1998).
- 1939 — Igor Chislenko, futebolista russo (m. 1994).
- 1940
  - Gao Xingjian, romancista, dramaturgo e crítico chinês.
  - Brian David Josephson, físico e acadêmico britânico.
- 1941 — George P. Cosmatos, diretor e roteirista ítalo-canadense (m. 2005).
- 1942
  - John McLaughlin, guitarrista e compositor britânico.
  - Teresa Tarouca, fadista portuguesa (m. 2019).
- 1943 — Doris Kearns Goodwin, historiadora e escritora norte-americana.
- 1945
  - Richard Schrock, químico e acadêmico norte-americano.
  - Vesa-Matti Loiri, ator, músico e cantor finlandês (m. 2022).
- 1950
  - Massimo Luca, músico italiano.
  - Lilian Blanc, atriz brasileira.

#### 1951–2000
- 1951 — Carioquinha, basquetebolista brasileiro.
- 1952 — Alfonsas Eidintas, escritor, historiador e diplomata lituano.
- 1953 — Norberto Alonso, futebolista argentino.
- 1954
  - Tina Knowles, estilista norte-americana.
  - Oleg Romantsev, futebolista e treinador russo.
- 1955
  - Mark Hollis, músico, cantor e compositor britânico (m. 2019).
  - Brian Ray, cantor e guitarrista norte-americano.
- 1956 — Bernard Sumner, cantor, compositor, guitarrista e produtor britânico.
- 1957 — Patty Loveless, cantora, compositora e guitarrista norte-americana.
- 1958 — Matt Frewer, ator americano-canadense.
- 1959 — Vanity, cantora, atriz e modelo canadense (m. 2016).
- 1960 — Michael Stipe, cantor, compositor e produtor norte-americano.
- 1961 — Graham McTavish, ator e dublador escocês.
- 1962
  - Norton Nascimento, ator brasileiro (m. 2007).
  - Peter Steele, vocalista e baixista norte-americano (m. 2010).
- 1963
  - Dave Foley, comediante, ator, diretor e produtor canadense.
  - Elena Valova, patinadora artística russa.
  - Till Lindemann, poeta, ator e cantor alemão.
- 1964 — Alexandr Fadeev, patinador artístico soviético.
- 1965
  - Guy Forget, tenista francês.
  - Julia Ormond, atriz e produtora britânica.
  - Cait O'Riordan, cantora britânica.
- 1966
  - Deana Carter, cantora, compositora e guitarrista norte-americana.
  - Ladislav Maier, futebolista tcheco.
- 1968 — Júlio Rasec, músico brasileiro (m. 1996).
- 1970 — Christopher Cassidy, astronauta norte-americano.
- 1971 — Richie Hearn, automobilista norte-americano.
- 1973 — Rosen Kirilov, futebolista búlgaro.
- 1975 — Shane Carwin, ex-lutador estadunidense.
- 1976 — Rodrigo Bocardi, jornalista e apresentador brasileiro.
- 1977
  - Jonathan Cochet, automobilista francês.
  - Irán Castillo, atriz e cantora mexicana.
- 1978
  - Dominik Hrbatý, tenista eslovaco.
  - Karine Ruby, esquiadora francesa (m. 2009).
  - André Neles, futebolista brasileiro (m. 2020).
- 1979
  - Tristan Gommendy, automobilista francês.
  - Damian Gorawski, futebolista polonês.
  - Fábio Bilica, futebolista brasileiro.
- 1980 — Luís Miguel Brito Garcia Monteiro, futebolista português.
- 1981 — Alicia Garza, ativista americana.
- 1982 — Alyssa Barlow, baixista e tecladista estadunidense.
- 1983 — Richard Rankin,  ator escocês.
- 1984 — Derek Brunson, lutador estadunidense.
- 1985
  - Kari Aalvik Grimsbø, jogadora de handebol norueguesa.
  - Gökhan Gönül, futebolista turco.
  - Al Jefferson, jogador de basquete norte-americano.
  - Réver, futebolista brasileiro.
  - Jung Sung-ryong, futebolista sul-coreano.
- 1986
  - Younès Kaboul, futebolista francês.
  - Gum, futebolista brasileiro.
  - James Milner, futebolista britânico.
- 1987
  - Danny Simpson, futebolista inglês.
  - Przemysław Tytoń, futebolista polonês.
- 1988 — Maksym Pashayev, futebolista ucraniano (m. 2008).
- 1989 — Graham Rahal, automobilista norte-americano.
- 1990
  - Alberto Paloschi, futebolista italiano.
  - Toni Kroos, futebolista alemão.
- 1991 — Charles Melton, ator e modelo americano.
- 1992 — Quincy Promes, futebolista neerlandês.
- 1993 — Manu Gavassi, cantora e atriz brasileira.
- 1994 — Liam Broady, tenista britânico.
- 1995 — Miguel Oliveira, motociclista português.
- 1996 — Emma Mackey, atriz e modelo franco-britânica.
- 1997
  - Gino Mäder, ciclista suíço (m. 2023).
  - Ante Žižić, jogador de basquete croata.
- 1998
  - Liza Soberano, atriz filipina.
  - Rodrigo Garro, futebolista argentino.
- 1999 — Daniel Arzani, futebolista australiano.
- 2000 — Facundo Colidio, futebolista argentino.

### Século XXI
- 2001 — Odilon Kossounou, futebolista marfinense.
- 2003 — Jaeden Martell, ator estadunidense.
- 2004 — Peyton Kennedy, atriz canadense.
- 2005 — Dafne Keen, atriz espanhola.
- 2006 — Marc Guiu, futebolista espanhol.
- 2008 — Rayssa Leal, skatista brasileira.

## Mortes

### Anteriores ao século XIX
- 1248 — Sancho II de Portugal (n. 1209).
- 1286 — Ana Comnena Ducena, princesa de Acaia (n. ?).
- 1309 — Ângela de Foligno, mística e santa cristã italiana (n. 1248).
- 1399 — Nicolau Eimeric, teólogo espanhol (n. 1320).
- 1424 — Muzio Attendolo Sforza, mercenário italiano (n. 1369).
- 1428 — Frederico I, Eleitor da Saxônia (n. 1370).
- 1575 — Sidônia da Saxônia, duquesa de Brunsvique-Luneburgo (n. 1518).
- 1752 — Gabriel Cramer, matemático suíço (n. 1704).
- 1761 — Stephen Hales, fisiologista, químico e inventor britânico (n. 1677).
- 1782 — Ange-Jacques Gabriel, arquiteto francês (n. 1698).
- 1786 — Moisés Mendelssohn, filósofo alemão (n. 1729).

### Século XIX
- 1821 — Isabel Ana Bayley Seton, fundadora de comunidade religiosa americana (n. 1774).
- 1825 — Fernando I das Duas Sicílias (n. 1751).
- 1877 — Cornelius Vanderbilt, empreendedor americano (n. 1794).
- 1880 — Anselm Feuerbach, pintor alemão (n. 1829).
- 1882 — John William Draper, cientista, filósofo, médico, químico, historiador e fotógrafo americano (n. 1811).

### Século XX
- 1901 — Nikolaos Gysis, pintor e acadêmico grego (n. 1842).
- 1906 — Jessie Rooke, sufragista inglesa (n. 1845).
- 1910 — Léon Delagrange, piloto e escultor francês (n. 1873).
- 1919 — Georg von Hertling, acadêmico e político alemão (n. 1843).
- 1920 — Benito Pérez Galdós, escritor e dramaturgo espanhol (n. 1843).
- 1931
  - Art Acord, ator e dublê norte-americano (n. 1890).
  - Luísa, Princesa Real do Reino Unido (n. 1867).
  - Mohammad Ali Jauhar, jornalista, ativista e acadêmico indiano (n. 1878).
- 1941 — Henri Bergson, filósofo e acadêmico francês (n. 1859).
- 1943 — Marina Raskova, aviadora e navegadora russa (n. 1912).
- 1949 — Oscar Polk, ator norte-americano (n. 1899).
- 1960 — Albert Camus, escritor, filósofo e jornalista francês (n. 1913).
- 1961 — Erwin Schrödinger, físico e acadêmico austríaco (n. 1887).
- 1965 — T. S. Eliot, poeta, dramaturgo e crítico anglo-americano (n. 1888).
- 1969
  - Paul Chambers, baixista e compositor norte-americano (n. 1935).
  - Daisy e Violet Hilton, gêmeas siamesas norte-americanas (n. 1908).
- 1985
  - Brian Horrocks, general anglo-indiano (n. 1895).
  - Othon Motta, prelado brasileiro (n. 1913).
- 1986
  - Christopher Isherwood, escritor e acadêmico anglo-americano (n. 1904).
  - Phil Lynott, cantor, compositor, baixista e produtor irlandês (n. 1949).
- 1988 — Henfil, cartunista brasileiro (n. 1944).
- 1990
  - Harold Eugene Edgerton, engenheiro e acadêmico norte-americano (n. 1903).
  - José Maria Santos, ator brasileiro (n. 1933).
- 1991 — Richard Maibaum, produtor cinematográfico e roteirista norte-americano (n. 1909).
- 1996 — Bob Flanagan, escritor, poeta, músico, artista de performance e cômico estado-unidense (n. 1952).
- 1997 — Bill Lancaster, ator norte-americano (n. 1947).
- 1999 — Kisshomaru Ueshiba, aiquidoca japonês (n. 1921).
- 2000 — Spíros Markezínis, político grego (n. 1909).

### Século XXI
- 2003 — Conrad Hall, diretor de fotografia estadunidense (n. 1926).
- 2004 — Brian Gibson, diretor e roteirista britânico (n. 1944).
- 2005
  - Humphrey Carpenter, apresentador de rádio e escritor britânico (n. 1946).
  - Robert Heilbroner, economista e historiador norte-americano (n. 1919).
- 2006
  - Gretl Schörg, atriz e soprano austríaca (n. 1914).
  - Sophie Heathcote, atriz australiana (n. 1972).
- 2007
  - Léo Tarcísio Gonçalves Pereira, sacerdote católico brasileiro (n. 1961).
  - Marais Viljoen, político sul-africano (n. 1915).
- 2009 — Lei Clijsters, futebolista belga (n. 1956).
- 2010
  - Johan Ferrier, educador e político surinamês (n. 1910).
  - Erasmo Dias, militar e político brasileiro (n. 1924).
  - Lew Allen, militar estadunidense (n. 1925).
  - Sandro de América, cantor argentino (n. 1945).
  - Tsutomu Yamaguchi, engenheiro japonês (n. 1916).
- 2011
  - Coen Moulijn, futebolista neerlandês (n. 1937).
  - Gerry Rafferty, cantor, compositor e músico britânico (n. 1947).
  - Salmaan Taseer, empresário e político paquistanês (n. 1944).
  - Hélio Ary, ator brasileiro (n. 1930).
  - Mick Karn, multi-instrumentista e compositor britânico (n. 1958).
- 2012 — Eve Arnold, fotógrafa e jornalista norte-americana (n. 1912).
- 2013 — Zoran Žižić, político montenegrino (n. 1951).
- 2015
  - Stuart Scott, jornalista esportivo norte-americano (n. 1965).
  - Pino Daniele, compositor, instrumentista e cantor italiano (n. 1955).
  - Haroldo Lara, nadador e atleta brasileiro (n. 1934).
- 2016 — Michel Galabru, ator francês (n. 1922).
- 2017
  - Milt Schmidt, jogador de hóquei no gelo, treinador e gerente geral canadense (n. 1918).
  - Georges Prêtre, maestro de orquestra e ópera francês (n. 1924).
  - Ney Brasil Pereira , padre e tradutor brasileiro (n. 1930).
- 2019 — Harold Brown, político norte-americano (n. 1927).
- 2021 — Tanya Roberts, atriz norte-americana (n. 1955).
- 2024 — Glynis Johns, atriz, dançarina e cantora britânica (n.1923).
- 2025 — Peter Brandes, pintor e escultor dinamarquês (n. 1944).

## Feriados e eventos cíclicos

### Internacional
- Dia Mundial do Braille

### Brasil
- Dia Nacional da Abreugrafia

#### Estaduais
- Aniversário do estado de Rondônia (elevação a estado).

#### Municipais
- Aniversário do município de Imaculada, na Paraíba
- Aniversário do município de Lagoa Seca, na Paraíba
- Aniversário do município de Santiago, no Rio Grande do Sul
- Aniversário do município de São Francisco de Assis, no Rio Grande do Sul

### Cristianismo
- Acaico de Corinto
- Ângela de Foligno
- Clemente de Sardes
- Estéfanas de Corinto
- Ferréol d'Uzès
- Fortunato
- Isabel Ana Seton
- Manuel González García
- Zdislava de Lemberk

## Outros calendários
- No calendário romano era o dia de véspera das nonas de janeiro.
- No calendário litúrgico tem a letra dominical D para o dia da semana.
- No calendário gregoriano a epacta do dia é xxvii.